# Electronic
Electronic est un groupe de rock alternatif britannique, originaire de Manchester, en Angleterre. Il est formé par Johnny Marr, ex-guitariste du groupe The Smiths, aux guitares, basse et claviers, et par Bernard Sumner, leader du groupe New Order, aux claviers et au chant.

## Biographie
Considéré comme un projet alternatif de par les longs intermèdes entre les sorties de disques, Sumner et Marr invitent à l'occasion d'autres artistes, tels le leader des Pet Shop Boys, Neil Tennant, et Karl Bartos, du groupe allemand Kraftwerk.
Electronic est le projet qui recueillera le plus de succès parmi les différents projets initiés par les membres de New Order. Le premier single Getting Away With It, avec Neil Tennant dans les chœurs, atteignit la 12e place dans les ventes de singles au Royaume-Uni, et se classe également aux États-Unis en 1990. Leur premier album éponyme atteignit la deuxième place dans les classements britanniques, et se vendit à plus d'un million d'exemplaires dans le monde. Leur plus grand succès britannique fut Disappointed, atteignant la 6e place des classements, avec Neil Tennant au chant. Cependant, malgré ces succès, Electronic ne pourra jamais atteindre la popularité des Pet Shop Boys, New Order, ou The Smiths, et leur deuxième album, Raise the Pressure est une déception, se vendant à seulement 90 000 exemplaires.
Après un an d'enregistrement intensifs, leur premier album, l'homonyme Electronic est publié et bien accueilli,,,, et atteint le succès commercial local.
Leur deuxième album, Raise the Pressure, est publié en juillet 1996, au label Parlophone au Royaume-Uni et chez Warner Bros. L'album comprend deux singles basés sur la guitare, Forbidden City et For You. Electronic ne soutient pas Raise the Pressure en tournée mais joue ses quelques singles en direct dans des émissions telles que le Top of the Pops et TFI Friday. Marr et Sumner sont rejoints par le bassiste de Doves, Jimi Goodwin et le batteur de Black Grape, Ged Lynch, et produisent ensemble un album, Twisted Tenderness. L'album ne reflète pas leur popularité du début des années 1990 mais est bien accueilli par la presse,,,.
Sumner et Marr n'annoncent pas de séparation officielle du groupe. Cependant, en 2003, Marr s'accorde sur le fait que le groupe « s'est concls naturellement »[Quoi ?] et préfère que cela se soit bien fini. Sumner enregistre de nouveau avec New Order et forme en 2009 un nouveau groupe, Bad Lieutenant. Marr travaillera avec d'autres groupes comme The Healers, Pet Shop Boys, The Cribs et Modest Mouse.

## Discographie

### Albums studio
- 1991 : Electronic
- 1996 : Raise the Pressure
- 1999 : Twisted Tenderness
- 2006 : Get the Message - The Best of Electronic

### Singles
- 1989 : Getting Away with It
- 1991 : Get the Message
- 1991 : Feel Every Beat
- 1992 : Disappointed
- 1996 : Forbidden City
- 1996 : For You
- 1997 : Second Nature
- 1999 : Vivid
- 1999 : Late at Night